# Bathygnathia curvirostris
Bathygnathia curvirostris is een pissebed uit de familie Gnathiidae. De wetenschappelijke naam van de soort werd voor het eerst geldig gepubliceerd in 1908 door Harriet Richardson.